# Конституційна поправка
Конституційна поправка — форма внесення змін і доповнень до тексту конституції. Вперше термін з'явився у США. В науці його часто вживають як синонім термінів «конституційна реформа» (Іспанія), «акт про зміну конституції» (Бельгія), «перегляд конституції» (Росія) тощо.